# Edinburgh (Indiana)
Edinburgh è un comune degli Stati Uniti d'America, situato nello Stato dell'Indiana, diviso tra la contea di Johnson, la contea di Bartholomew e la contea di Shelby.